# Górnik Zabrze 2015-2016
Questa voce raccoglie le informazioni riguardanti il Górnik Zabrze nelle competizioni ufficiali della stagione 2015-2016.

## Rosa
| N. |                                 | Ruolo | Calciatore             |
| -- | ------------------------------- | ----- | ---------------------- |
| 2  | Polonia (bandiera)              | D     | Bartosz Kopacz         |
| 3  | Polonia (bandiera)              | D     | Mateusz Słodowy        |
| 4  | Polonia (bandiera)              | D     | Rafał Kosznik          |
| 5  | Ucraina (bandiera)              | D     | Oleksandr Shevelyukhin |
| 6  | Polonia (bandiera)              | C     | Rafał Kurzawa          |
| 7  | Polonia (bandiera)              | C     | Radosław Sobolewski    |
| 8  | Slovacchia (bandiera)           | C     | Erik Grendel           |
| 9  | Polonia (bandiera)              | C     | Aleksander Kwiek       |
| 10 | Polonia (bandiera)              | C     | Konrad Nowak           |
| 11 | Slovacchia (bandiera)           | C     | Roman Gergel           |
| 13 | Polonia (bandiera)              | D     | Maciej Mańka           |
| 14 | Bosnia ed Erzegovina (bandiera) | C     | Armin Ćerimagić        |
| 15 | Polonia (bandiera)              | A     | Fabian Piasecki        |
| 16 | Polonia (bandiera)              | C     | Michał Janota          |
| 17 | Polonia (bandiera)              | D     | Dominik Sadzawicki     |
| 18 | Polonia (bandiera)              | C     | Łukasz Madej           |
| 19 | Polonia (bandiera)              | C     | Mariusz Przybylski     |
| 20 | Polonia (bandiera)              | A     | Marcin Urynowicz       |

| N. |                       | Ruolo | Calciatore           |
| -- | --------------------- | ----- | -------------------- |
| 21 | Polonia (bandiera)    | D     | Mariusz Magiera      |
| 22 | Polonia (bandiera)    | D     | Kamil Cupriak        |
| 23 | Polonia (bandiera)    | A     | Szymon Skrzypczak    |
| 24 | Polonia (bandiera)    | A     | Maciej Korzym        |
| 25 | Zimbabwe (bandiera)   | C     | Dzikamai Gwaze       |
| 26 | Polonia (bandiera)    | D     | Adam Danch           |
| 27 | Polonia (bandiera)    | C     | Daniel Barbus        |
| 30 | Polonia (bandiera)    | D     | Michał Teichman      |
| 33 | Polonia (bandiera)    | P     | Sebastian Przyrowski |
| 34 | Polonia (bandiera)    | A     | Krzysztof Kiklaisz   |
| 35 | Polonia (bandiera)    | C     | Jarosław Potoniec    |
| 81 | Slovacchia (bandiera) | C     | Róbert Jež           |
| 99 | Polonia (bandiera)    | P     | Grzegorz Kasprzik    |
|    | Bulgaria (bandiera)   | D     | Pavel Vidanov        |
|    | Polonia (bandiera)    | P     | Radosław Janukiewicz |
|    | Polonia (bandiera)    | C     | Adam Dźwigała        |
|    | Polonia (bandiera)    | D     | Paweł Golański       |